# Gassicurtia coccinea
Gassicurtia coccinea är en lavart som beskrevs av Fée 1825. Gassicurtia coccinea ingår i släktet Gassicurtia och familjen Caliciaceae.   Inga underarter finns listade i Catalogue of Life.